# 阿比阿弟尋歌大冒險
《阿比阿弟尋歌大冒險》（英語：Bill & Ted Face the Music）是一部2020年美國科幻喜劇片，由迪恩·派瑞薩特執導，克里斯·馬西森和艾德·所羅門編劇，基努·李維、艾力克斯·溫特與威廉·桑德勒主演。該片為《阿比和阿弟》系列電影的第三部作品，以及《阿比和阿弟的冒險》（1989年）和《阿比阿弟暢遊鬼門關》（1991年）的續集。
雖然該片的劇本早於2010年就已完成，但在尋找片商來投資這點上卻陷入了困難，而遲遲無法進行製作。直到2018年5月，該片終於進入前期製作階段，並於2019年7月1日正式開拍。該片2020年8月28日在美國院線和VOD發行。

## 劇情
比爾（阿比）與泰德（阿弟）現在忍受著中年人的單調生活。直到來自未來的訪客前來警告他們，他們需要在78分鐘內創作一首歌曲，這將挽救地球和整個宇宙的生命。這使兩人再次利用時光機器來與家人、老友、著名音樂家一起工作，以共同完成任務。

## 演員
- 基努·李維飾演西奧多·「泰德」·羅根（Theodore "Ted" Logan）
- 艾力克斯·溫特飾演威廉·「比爾」·S·普雷斯頓（William "Bill" S. Preston Esq.）
- 威廉·桑德勒飾演死神
- 布莉姬·朗迪-潘恩飾演威廉明娜／比莉·「小比爾」·羅根（Wilhelmina / Billie "Little Bill" Logan）
- 薩瑪拉·威明飾演西奧多拉／希雅·「小泰德」·普雷斯頓（Theodora / Thea "Little Ted" Preston）
- 安東尼·卡里根（英语：Anthony Carrigan (actor)）飾演丹尼斯（Dennis）
- 基德·酷迪飾演他自己
- 傑瑪·梅斯飾演喬安娜·普雷斯頓公主（Princess Joanna Preston）
- 愛爾琳·海耶斯（英语：Erinn Hayes）飾演伊莉莎白·羅根公主（Princess Elizabeth Logan）
- 貝克·貝內特（英语：Beck Bennett）飾演鄧肯·羅根（Deacon Logan）
- 霍蘭·泰勒飾演偉大領袖（The Great Leader）
- 溫特·巴特勒（英语：Win Butler）飾演偉大領袖的成員[8]
- 克里斯汀·沙爾飾演凱莉（Kelly）[註 1]

喬治·卡林飾演魯佛斯（Rufus），演員於2008年去世，但仍會利用卡林在前兩部電影中演出的影像來讓他回歸。

## 發行
《阿比阿弟尋歌大冒險》在美國由聯美原定於2020年8月21日上映，而英國則由華納兄弟負責發行。但由於2019冠状病毒病疫情而使電影業造成了影響，該片在美國延期至2020年8月14日上映；美國上映日隨後又改為2020年8月28日。之後，該片改定於2020年9月1日在美國院線和VOD發行；2020年8月，上映日提前至8月28日。

## 備註
1. ↑  角色的名字取自喬治·卡林的女兒凱莉·卡林（英语：Kelly Carlin），以向已故的喬治·卡林致敬[9]。

## 外部連結
- 互联网电影数据库（IMDb）上《阿比阿弟尋歌大冒險》的资料（英文）